# AVS (televisiezender)
AVS (afkorting van Audio Video Studio) is de eerste regionale televisiezender in Vlaanderen. Aanvankelijk zond AVS uit vanuit Eeklo voor de regio's Eeklo en Gent, en later ook Oudenaarde. Die vertraging kwam doordat een andere kabelmaatschappij de regio Oudenaarde bediende. Sinds 2001 zendt men uit vanuit Gent.

## Geschiedenis
In 1981 valt voor het eerst de naam AVS (afkorting van Audio Video Studio). Toen was het nog een verzameling van een zestal radioamateurs, videomonteurs en plaatselijke pers, onder leiding van Bertram De Coninck. Ze werden aanvankelijk AVS Meetjeslandse Televisie genoemd en ze zonden ook enkel in het Meetjesland uit. Toch droomden de eerste medewerkers ervan om toch de hele regio (ook Eeklo, Aalter, Deinze en Groot-Gent) te bereiken. De jaren daarop werkten ze hard aan het uitbreiden van het technisch materiaal en de opleiding van persmensen.
In 1983 neemt AVS een vzw-vorm aan. Het duurt echter tot 1987 vooraleer er een decreet tot stand komt "houdende de erkenning en organisatie van regionale televisiestations in Vlaanderen". In 1988 is het zover : AVS krijgt de langverwachte vergunning, samen met 3 andere inmiddels ontstane initiatieven in Waregem (ETV), Leuven (RTVL) en Antwerpen (ATV). Maar AVS moet nog jaren wachten eer ze echt volwaardig kan uitzenden, want er is groot gebrek aan subsidies en reclamegelden. Aanvankelijk wordt gestart met 1 uur uitzending per maand, later werd dit 1 uur per week.
De eerste uitzending vindt plaats op 29 oktober 1988. Inmiddels is het uitzendgebied vergroot tot en met de agglomeratie Gent. Met de steun van het Provinciebestuur Oost-Vlaanderen, een vijftal gemeentebesturen, de kabelmaatschappij Tévéoost en een enkele sponsor die in het medium gelooft, houdt AVS dit 5 jaar lang vol. In 1993 tekent AVS Oost-Vlaamse Televisie (de naam is inmiddels gewijzigd) een samenwerkingscontract met Roularta Mediagroup. Ze worden vanaf dan commerciële partners. Hiermee verkoopt AVS de zendtijd rond het nieuws – bestemd voor reclame – tot 2001.
2001 betekende een omschakeling voor AVS. Ze verhuisden van Eeklo naar Gent (op de Adolphe Pégoudlaan 20) en richten zelf een reclameregie op: de ORR (Oost-Vlaamse reclameregie voor Televisie en Radio). 
Oprichter Bertram De Coninck overleed in 2021, zijn dochter Ilse De Coninck had de leiding over het bedrijf. In 2022 vroeg het bedrijf bescherming aan tegen schuldeisers. In juni 2023 redde serie-ondernemer en huidig eigenaar Sam Baro de Oost-Vlaamse zender van het faillissement.